# 陳文杞

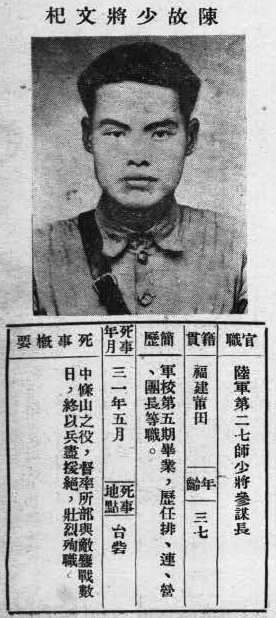
《抗戰軍人忠烈錄》（第一輯）中的陳文杞烈士遺像

陳文杞（1907年10月15日—1941年），中華民國軍人，官至少將，於中日戰爭期間陣亡的中國軍方高級將領之一。

## 生平
陳文杞為胡宗南部，擔任新編27師參謀長，駐守山西中條山附近。並於1938年－1940年間，於中條山與日軍展開數十次中小型戰役。
1941年，日蘇和約簽訂後，日軍軍隊展開另一波對中國攻擊。陳文杞於同年5月9日的大型戰役中，陣亡於台砦。